# Казе Липарини (Болоња)
Казе Липарини (итал. Case Lipparini) је насеље у Италији у округу Болоња, региону Емилија-Ромања.
Према процени из 2011. у насељу је живело 29 становника. Насеље се налази на надморској висини од 14 м.